# Erwin Suess

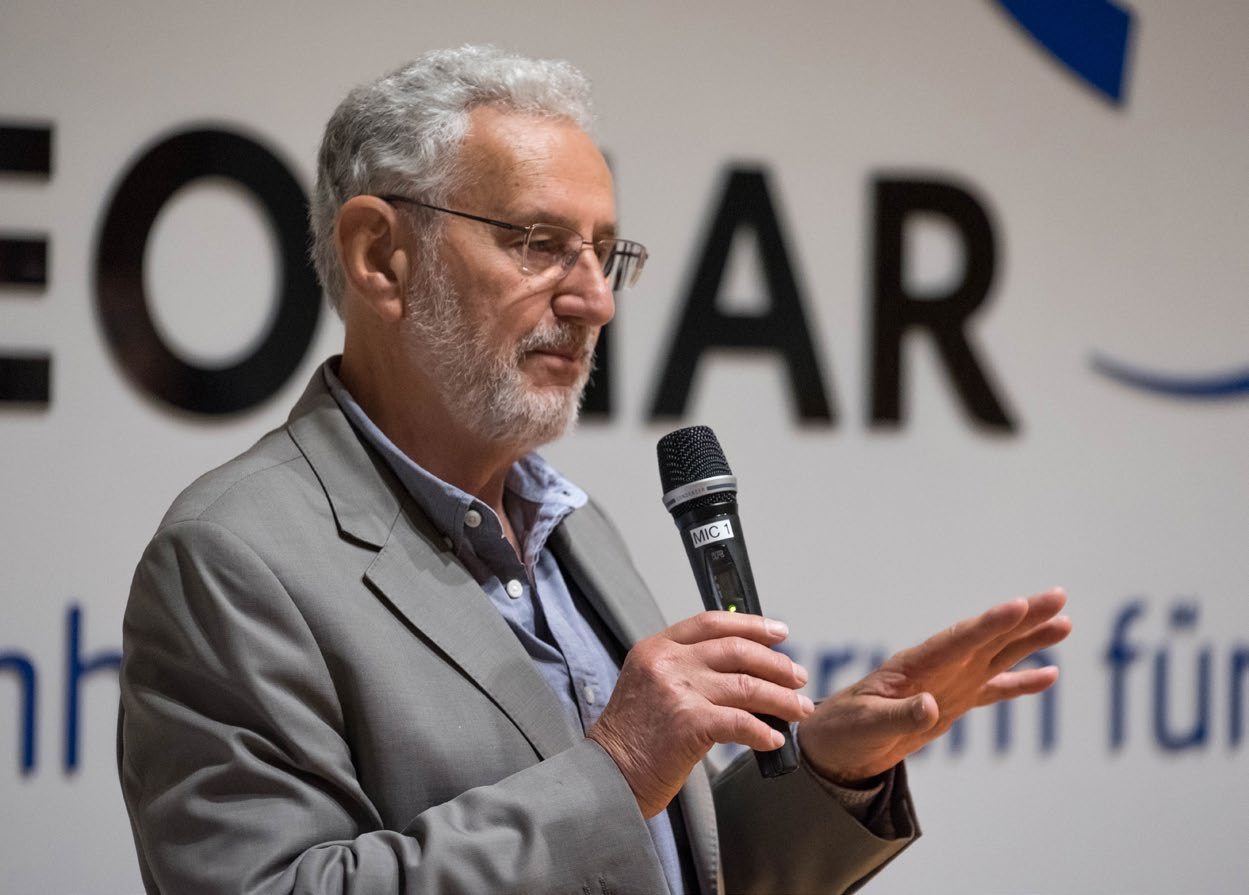
Erwin Suess (2019)

Erwin Suess (* 11. Juli 1939 in Wetzlar; † 28. September 2023 in Corvallis, Oregon) war ein deutscher Geochemiker und Ozeanograf. Er war Direktor des GEOMAR-Forschungszentrums in Kiel und als Pionier der marinen Methanhydrat-Forschung.

## Werdegang
Suess studierte Geologie an der Universität Gießen (Vordiplom 1963) und als Fulbright-Stipendant an der Kansas State University (Master-Abschluss 1966). 1968 wurde er an der Lehigh University in Bethlehem (Pennsylvania) in Geowissenschaften promoviert. Bis 1969 war er wissenschaftlicher Assistent an der University of Hawaii in Honolulu und von 1970 bis 1976 an der Universität Kiel, wo er sich 1976 habilitierte.
Er war ab 1976 Associate Professor für Ozeanographie an der Oregon State University in Corvallis und ab 1981 Professor. 1989 ging er an die Universität Kiel als Professor in der Abteilung Marine Umweltgeologie. Dort war er ab 1992 stellvertretender Direktor und 1995 bis 1999 Direktor des GEOMAR-Forschungszentrums, das er mit aufbaute. 2004 wurde er emeritiert und kehrte in die USA zurück, wo er bis zu seinem Tod forschte. Er war Honorarprofessor an der Oregon State University und ab 2004 geschäftsführender Direktor des Konsortiums Deutsche Meeresforschung. 1986/87 war Suess Gastprofessor an der Universität Paris VI (Pierre et Marie Curie).
1996 entdeckte Erwin Suess erstmals größere Gashydrat-Vorkommen auf dem Meeresgrund im Pazifik vor der Küste Oregons auf einer Fahrt mit dem Forschungsschiff Sonne und er klärte deren Entstehung in Subduktionszonen auf. Sie gelten als mögliche Energiequelle, haben aber auch Auswirkungen auf das Klima (Treibhauseffekt durch freigesetztes Methan) und das Potential, Rutschungen und in der Folge Tsunamis auszulösen. Letztere Auswirkungen erforschte er als Mitgründer und zeitweiliger Leiter des Sonderforschungsbereichs 574. Er nahm an zahlreichen ozeanografischen Forschungsexpeditionen teil, vielfach an Bord von kleinen Tauchbooten.
Ab 2000 war er Mitglied der Academia Europaea. 2004 erhielt er die Gustav-Steinmann-Medaille und 2006 den damals erstmals vergebenen Elisabeth-Mann-Borgese-Meerespreis mit Klaus Töpfer. 2001 erhielt er den Philip Morris Forschungspreis mit seinen Mitarbeitern Gerhard Bohrmann, Peter Linke, mit Jens Greinert und dem Chemiker Dirk Rickert. 1964 erhielt er einen Fulbright Award.
Er verstarb am 28. September 2023 in Corvallis.

## Trivia
Suess erscheint im Roman Der Schwarm von Frank Schätzing, wie auch Gerhard Bohrmann. Schätzing recherchierte für sein Buch am GEOMAR unter anderem bei Suess.

## Veröffentlichungen (Auswahl)
- Page C. Twiss, Erwin Suess, Roger M. Smith: Morphological Classification of Grass Phytoliths. In: Soil Science Society of America Journal. Band 33, Nr. 1, 1969, S. 109–115, doi:10.2136/sssaj1969.03615995003300010030x.
- Erwin Suess: Particulate organic carbon flux in the oceans—surface productivity and oxygen utilization. In: Nature. Band 288, Nr. 5788, 1980, S. 260–263, doi:10.1038/288260a0.
- Jack Dymond, Erwin Suess, Mitchell W. Lyle: Barium in Deep‐Sea Sediment: A Geochemical Proxy for Paleoproductivity. In: Paleoceanography. Band 7, Nr. 2, 1992, S. 163–181, doi:10.1029/92pa00181.